# Georg von Stengel (Kanzleidirektor)

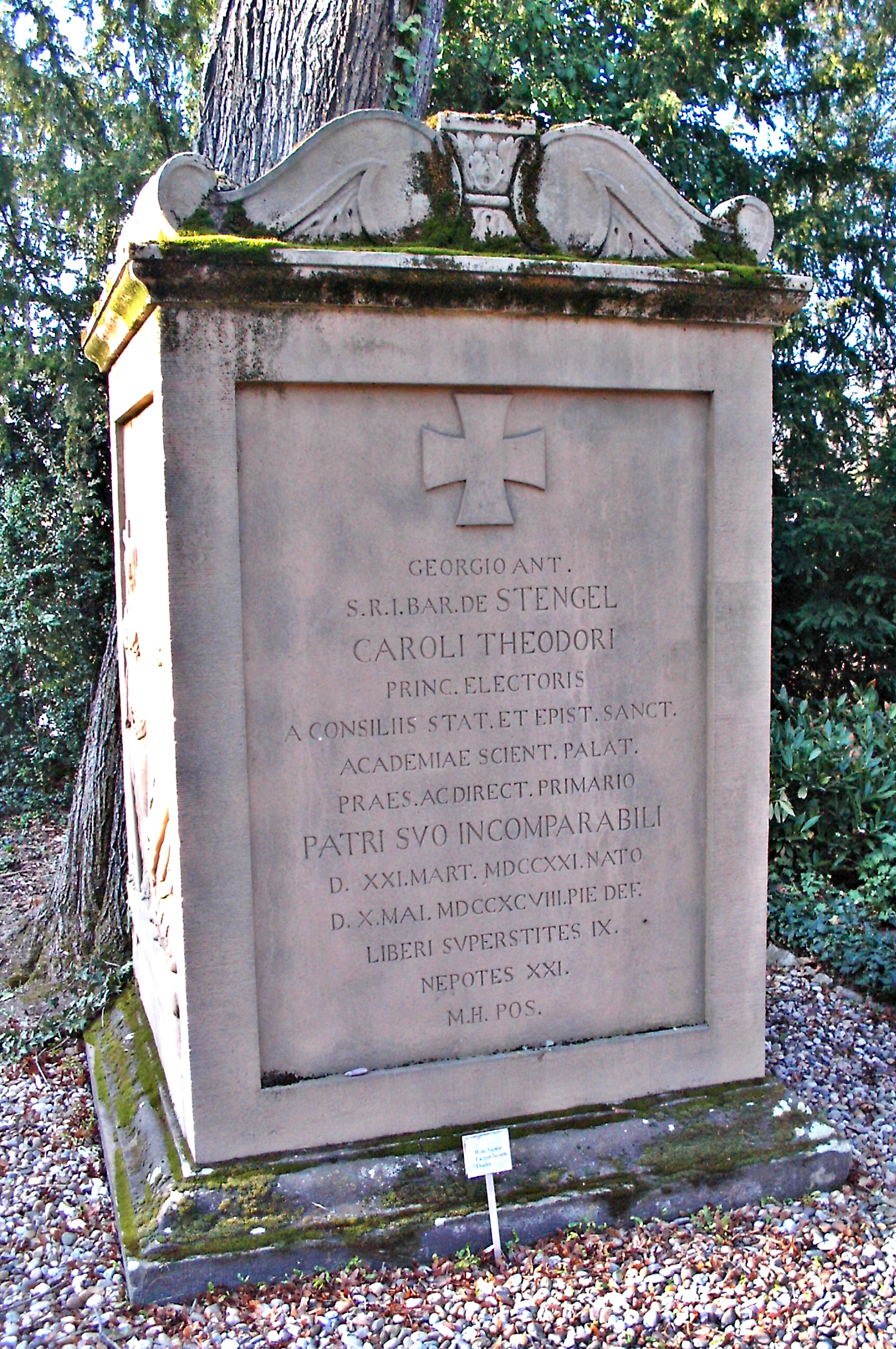
Grabdenkmal Georg von Stengel, Hauptfriedhof Mannheim

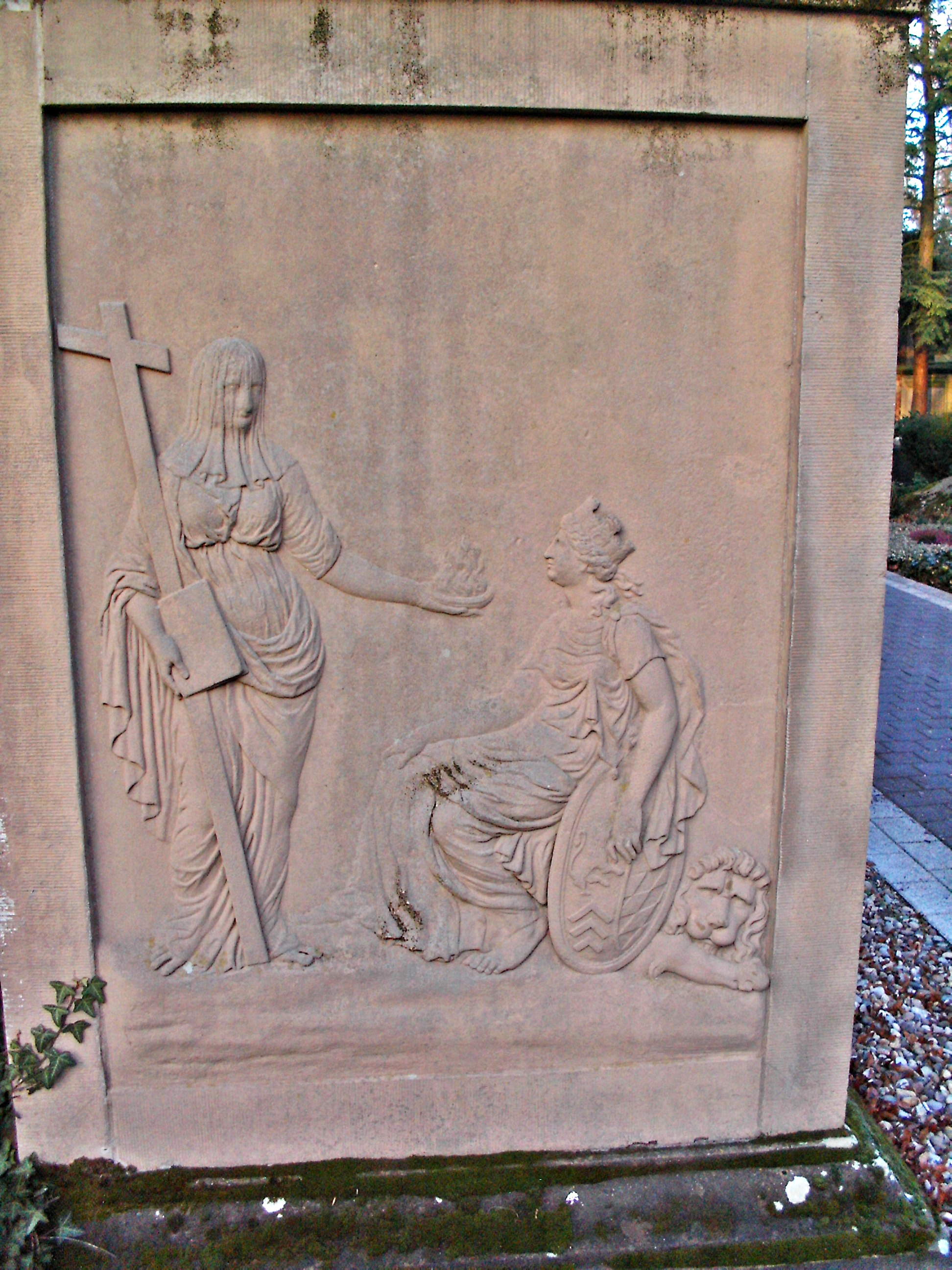
Trauernde „Mannheim“, Seitenrelief auf dem Grabstein Georg von Stengels, Mannheim

Johann Georg Anton Stengel, ab 1740 von Stengel, ab 1788 Freiherr von Stengel (* 21. März 1721 in Wetzlar; † 10. Mai 1798 in Mannheim) war kurpfälzischer Kanzleidirektor und Staatsrat. Stengel wurde 1763 Direktor der Kurpfälzischen Akademie der Wissenschaften und 1784 ihr zweiter Ehrenpräsident. 1763 wurde er Mitglied der Leopoldina. Er ist Stammherr der freiherrlichen Linien des Adelsgeschlechts Stengel. Stengel und seine Ehefrau Maria Christina Edle von Hauer (1734–1796) lebten in Mannheim. Im Ortsteil Seckenheim erbauten sie 1768 ein Schloss und südlich davon ein Landgut mit Namen Stengelhof, woraus sich der heutige Stadtteil Rheinau entwickelte.

## Leben
Stengel war ein Sohn des aus Hechingen in Hohenzollern stammenden kurpfälzischen Geheimen Rats und Kanzleidirektors Franz Joseph Stengel und der Maria Anna Dorothea geb. Flender aus Wetzlar. Stengel war von Kurfürst Karl III. Philipp mit Diplom vom 26. September 1740 in den erblichen Adelsstand erhoben worden.
Von 1773 bis 1784 war er Besitzer des Freihofs in Wiesloch.
Stengel war ein enger Vertrauter und Berater von Kurfürst Karl Theodor, mit dem er auch aufgewachsen sein soll. Dieser erhob ihn während seiner Zeit als Reichsvikar mit Diplom vom 18. Juni 1788 in den Freiherrenstand für sich und für seine Nachkommen beiderlei Geschlechts. Verschiedene Historiker vermuten darin einen Akt der Dankbarkeit des Herrschers, da der erstgeborene Sohn Stephan von Stengel ein uneheliches Kind von Kurfürst Karl Theodor gewesen sei, das Maria Christine Edle von Hauer schon von ihm erwartete, als sie Johann Georg von Stengel heiratete. Auch die bei der Standeserhebung geschehene Wappenvermehrung mit den Rauten (Wecken) der Wittelsbacher, die von Stengel ab diesem Zeitpunkt führen durfte, deutet in diese Richtung. Beide Abstammungsversionen werden von Historikern berichtet. Johann Georg Freiherr von Stengel starb 1798 in Mannheim und wurde auf dem dortigen katholischen Friedhof (heute Quadrat K 2) beigesetzt. Sein klassizistischer Grabstein, gefertigt von Maximilian Joseph Pozzi, kam bei Auflösung des katholischen Friedhofs in den neuen Hauptfriedhof Mannheim, wo er sich im Gräberfeld I/5 befindet.
Seit 1759 war er auswärtiges Mitglied der Bayerischen Akademie der Wissenschaften.
Verheiratet war er seit 1750 mit Maria Christine Edle von Hauer. Sie hatten mehrere Kinder, darunter sechs Söhne:
Kinder (geboren in Mannheim):
- Stephan Christian Franz Nikolaus (1750–1822), königlich–bayerischer wirklicher Geheimer Rat
- Franz Joseph Johann Nepomuk Leopold (* 1753), königlich–bayerischer Geheimer Rat, Propst des Domstifts Freising
- Gottfried Joseph Ignaz Leopold Maria (* 1762), königlich–bayerischer Forst-Inspector
- Carl Joseph (1765–1818), königlich–bayerischer Generalmajor
- Ernst Joseph (* 1769), Kanzler des großherzoglich–badischen Oberhofgerichts zu Mannheim
- Joseph Gabriel (1771–1848), großherzoglich–badischer Ober-Hofrichter zu Mannheim, Geheimer Rat

## Wappen

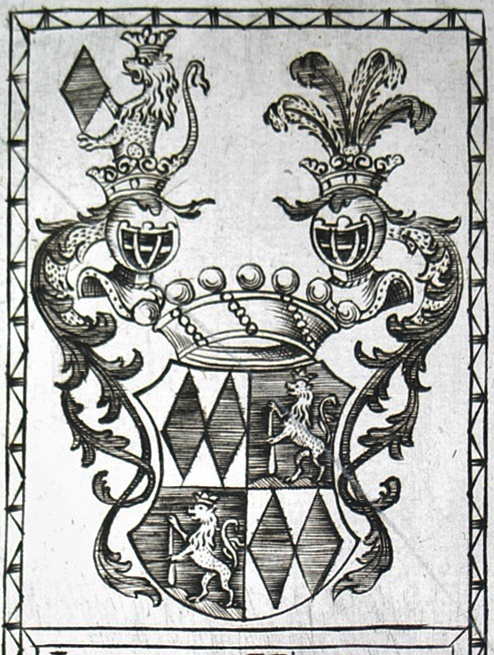
Wappen der Freiherrn von Stengel

Schild geviert: 1 und 4 in Silber zwei aneinanderstoßende, blaue Wecken; 2 und 3 in Blau auf grünem Boden ein rechts gekehrter, gekrönter, goldener Löwe, welcher in den Vorderpranken einen goldenen Stab nach unten hält (Stammwappen). Auf dem Schild stehen, über einer fünfperligen Freiherrenkrone, zwei gekrönte Helme. Aus dem rechten Helme wächst rechtssehend ein gekrönter, blauer Löwe auf, welcher in den Vorderpranken eine blaue Wecke hält, der linke trägt vier Straußenfedern, wechselnd blau und golden (Helm des Stammwappens). Die Helmdecken sind blau und golden.

## Ehrungen
Nach ihm benannt ist die Pflanzengattung Stengelia Neck. aus der Familie der Podostemaceae.